# Едикт
Еди́кт (лат. edictum — оголошення, від  edicere — оголошувати) — нормативний акт. В українській мові аналогом едикту є указ. Має схожість з таким правовим актом, як декрет.

## Стародавній Рим
Термін едикт виник в римському праві.
Едикт — це письмове або усне розпорядження (владна заява) магістрату при вступі на посаду в Римській республіці. Едикт містив програму діяльності магістрату і мав обов'язкову силу впродовж терміну його повноважень. Едикти видавали і едили, але особливе значення мали едикти преторів. 
Посади магістратів були виборними, тому едикт по суті відігравав роль своєрідної передвиборчої програми. Ті едикти, які отримали підтримку римського суспільства та підтверджувалися в ході перевірки на практиці, переходили в едикти наступників цього магістрату. Ні претор, ні інші магістрати, які видавали едикти, не мали компетенції відміняти чи змінювати закони - претор творити право не може.
Фактично основні правові положення  преторського едикту повторювались з року в рік і, таким чином, набували загальнормативний характер (постійний едикт).
Але як організатор і керівник судового процесу претор міг надати свою практичну підтримку тій чи іншій нормі цивільного права або проігнорувати її і позбавити тим самим своєї підтримки. Право на позов у справі захисту свого порушеного права без його підтримки претором стає голим правом.
У період принципату і домінату едикт став видом імператорського закону. Біля II століття н. е. римський юрист Сальвій Юліан склав остаточний текст преторського едикту («вічний едикт»)
Едикти магістратів набули особливого значення, коли lex Aebutia (ІІ ст. до н. е.) затвердив новий вид процесів — per formulas. З цього моменту претор міг захищати відносини, не передбачені ius civile, звичайними цивільно-правовими засобами. Пізніше претор почав заповнювати прогалини в цивільному праві. Нарешті, едикти претора стали включати такі пункти, що були спрямовані на зміну або виправлення норм цивіль-
ного права, але претор не міг відміняти норми ius civile. В результаті правотворчої діяльності магістратів (преторів, курульних едилів, правителів провінцій) поряд з ius civile утворилася нова система норм, що отримала назву ius honorarium (посадове право) або ius praetorium (преторське право), оскільки воно ґрунтувалося переважно на преторських едиктах. Преторські едикти досить часто запозичували і правителі провінцій для видання власних.

## Середні віки і Новий час
У ряді монархій  Західної Європи Середніх століть і Нового часу едиктом називався один з видів закону — а саме, указ, видаваний монархом або Папою і вводить значиму правову норму.
- Вормський едикт
- Нантський едикт
- Реституційний едикт 1629
- Потсдамський едикт 1685
- Едикт про віротерпимість у Святій землі 1844